# Tour della nazionale maschile di rugby a 15 del Canada 2000
Dopo i mondiali di rugby del 1999 (eliminata alla prima fase), la nazionale canadese di rugby union si reca in tour, con meno frequenza che in passato.
Nel 2000 si reca in Sudafrica ed in Italia

## In Sudafrica
Un solo match nella trasferta in Sudafrica ed una pesante sconfitta.
| Arbitro: | Alan Lewis |

| |            | |
| Barry, Fleck 2 Paulse 2, Vos Kempson, Montgomery | mt         | Charron, Stanley |
| van Straaten 4 | tr         | Stewart |
| van Straaten | c.p.       | Stewart 2 |
| · 15.Percy Montgomery, 14.Breyton Paulse, 13.Robbie Fleck , 12.De Wet Barry, 11.Pieter Rossouw, 10.Braam van Straaten, 9.Joost van der Westhuizen, 8.Andre Vos (cap.), 7.Andre Venter, 6.Johan Erasmus, 5.Krynauw Otto, 4.Selborne Boome, 3.Cobus Visagie, 2.Charl Marais, 1.Robbie Kempson - Sostituti: John Smit, Willie Meyer, Chester Williams, Japie Mulder, Corne Krige, Thinus Delport - Non entrati : Dan van Zyl | Formazioni | 15.Winston Stanley, 14.Fred Asselin, 13.Nik Witkowski, 12.Kyle Nichols, 11.Sean Fauth, 10.Scott Stewart, 9.Morgan Williams, 8.Phil Murphy, 7.Dan Baugh, 6.Ryan Banks, 5.John Tait, 4.Alan Charron (cap.), 3.Jon Thiel, 2.Pat Dunkley, 1.Kevin Tkachuk - Sostituti: Duane Major, Mark Irvine, Ed Knaggs - Non entrati : Nick Milau, Gregor Dixon, Harry Toews |

## In Italia
Dopo una sconfitta contro l'Italia "A", un successo di prestigio per i canadesi contro un'Italia spenta e confusa.
| 8 novembre 2000 | Italia A | 13 – 7 | Canada XV |  |

| Arbitro: | Didier Mene |

| |            | |
| M Dallan | mt         | Wirachowski |
| | tr         | Barker |
| Mazzariol 3, Pez | c.p.       | Barker 4 |
| | drop       | Barker |
| 15.Marco Baroni, 14.Luca Martin, 13.Cristian Stoica (cap.), 12.Manuel Dallan, 11.Denis Dallan, 10.Francesco Mazzariol, 9.Filippo Frati, 8.Carlo Caione, 7.Mauro Bergamasco, 6.Fabio Ongaro, 5.Wim Visser, 4.Andrea Gritti, 3.Andrea Muraro, 2.Alessandro Moscardi, 1.Andrea Lo Cicero Vaina - Sostituti: Tino Paoletti, Andrea de Rossi, Ramiro Pez, Luca Mastrodomenico - Non entrati : Lisandro Villagra, Nicola Mazzucato, Stefano Saviozzi | Formazioni | 15.Scott Stewart, 14.Sean Fauth, 13.Nik Witkowski, 12.Kyle Nichols, 11.Winston Stanley, 10.Jared Barker, 9.Morgan Williams, 8.Ryan Banks, 7.Dan Baugh, 6.Alan Charron (cap.), 5.John Tait, 4.Mike James, 3.Rod Snow, 2.Harry Toews, 1.Kevin Tkachuk - Sostituti: Kevin Wirachowski, Gregor Dixon - Non entrati : Dale Burleigh, Garth Cooke, Jeff Tomlinson, Nick Milau, John Cannon |